# 아베야네다

그란 부에노스아이레스 수도권에서 아베야네다의 위치

아베야네다(Avellaneda)는 아르헨티나 부에노스아이레스주의 항구도시이다. 아베야네다 파르티도의 중심도시이며, 약 30여 만 명의 인구가 살고 있다.
아베야네다는 그란 부에노스아이레스(Gran Buenos Aires) 수도권의 일부로써 부에노스아이레스와 인접하고 있다. 리아추엘로 강의 다리들을 통해 부에노스아이레스와 연결된다. 원래 이름은 바라카스 알 수르 (Barracas al Sur)였지만, 정치가 니콜라스 아베야네다(Nicolás Avellaneda)를 기리기 위해 1904년 개칭되었다.
아르헨티나 프리메라 디비시온의 명문 축구 클럽인 인데펜디엔테와 라싱 클럽이 이곳을 연고로 하고 있다. 두 클럽의 경기장이 1 km도 채 떨어져 있지 않기 때문에 이들의 경기는 매우 치열하며, 이 더비 경기는 아베야네다 클라시코(Clásico de Avellaneda)라 불린다.

## 갤러리

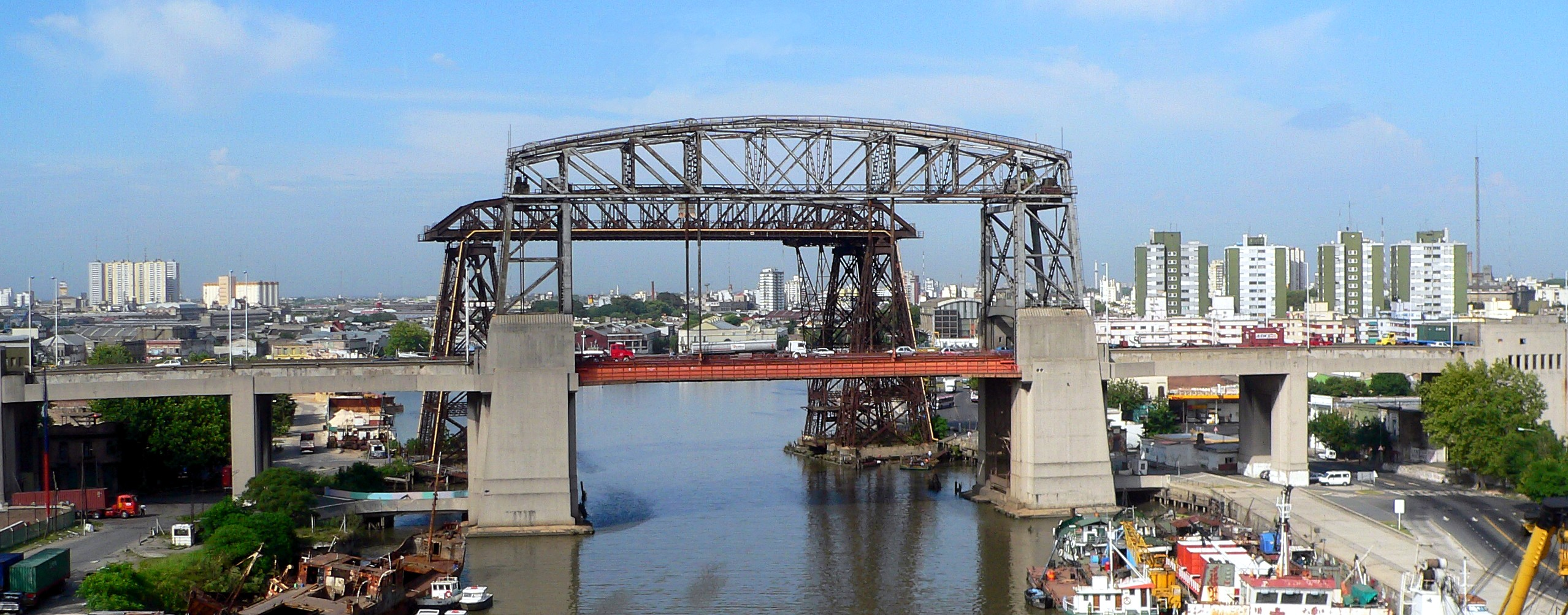
아베야네다와 보카 지구 사이의 '니콜라스 아베야네다 다리'
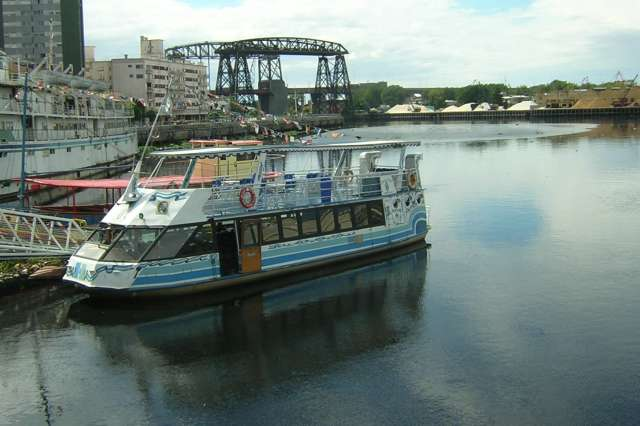
아베야네다 항구
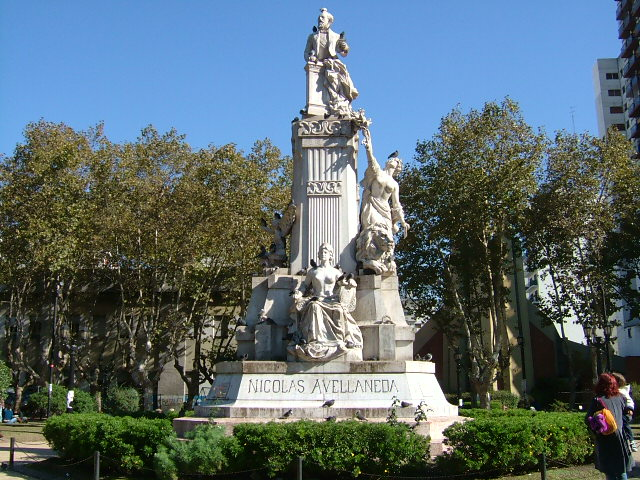
니콜라스 아베야네다 기념 조형물